# Andrew Swann
Andrew Swann (* 1878 in Dalbeattie; † 20. Jahrhundert) war ein schottischer Fußballspieler.

## Sportlicher Werdegang
Swann taucht 1898 als Stürmer beim Lincoln City in der English Football League auf. Für den Klub spielte er in der Second Division, ehe er zum New Brompton FC in die seinerzeit konkurrierende Profiliga Southern League wechselte. 1900 kehrte er in die Football League zurück, wo er für den Zweitligisten FC Barnsley auflief. Für diesen erzielte er in der Spielzeit 1900/01 18 Saisontore, damit krönte er sich zum Torschützenkönig der Spielklasse – bis heute stellt dies einen Minusrekord für die zweite englische Liga dar, davor und danach reichten weniger als 20 Tore nicht zum Torschützentitel.
Im Mai 1901 holte Woolwich Arsenal Swann nach London, hier konnte er sich – trotz eines Treffers bei 2:1-Erfolg in seinem Debüt am 2. September des Jahres gegen den Ex-Klub FC Barnsley – jedoch nicht durchsetzen. Später im Jahr wurde er zum Zweitligisten Gainsborough Trinity transferiert, den er kurze Zeit später in Richtung des Ligakonkurrenten Stockport County verließ. Nachdem er zeitweise wieder in Schottland gelebt hatte, kehrte er 1904 zum FC Mexborough und Tottenham Hotspur in den englischen Non-League football zurück. Nach zwei Spielen für die Londoner in der Southern League wechselte er erneut nach Schottland, wo er für Partick Thistle auflief.